# The Chronicles of Spellborn
 (août 2020).
Si vous disposez d'ouvrages ou d'articles de référence ou si vous connaissez des sites web de qualité traitant du thème abordé ici, merci de compléter l'article en donnant les références utiles à sa vérifiabilité et en les liant à la section « Notes et références ».
The Chronicles of Spellborn (en français Les Chroniques de Spellborn) est un jeu de rôle en ligne massivement multijoueur développé par Spellborn International Ltd utilisant le renommé UnrealEngine 2.5 modifiée.
Le développement du jeu a commencé en 2004. Initialement prévu pour juin 2006, il est disponible depuis le 5 décembre 2008 aux États-Unis et le début de l'année 2009 en France.
Le jeu se déroule dans un univers fantastique original mettant en scène deux races : les humains et les daevis. Trois classes de personnages seront disponibles, chacune de ces classes étant divisée en trois sous-classes.
Un autre point original du jeu est le système de combat, qui s'inspire en partie des "first person shoot" (FPS) puisqu'il sera nécessaire de viser son adversaire pour le toucher.
Deux musiques du jeu (The howling et The sound of freedom), ont été faites par le groupe de metal symphonique : Within Temptation.